# Erhard Krack
Erhard Krack, född 9 januari 1931 i Fria staden Danzig död 13 december 2000 i Berlin, Tyskland var en östtysk politiker (SED).
Krack var ledamot av det östtyska parlamentet (Volkskammer), ledamot av SED:s centralkommitté och var en tid minister i den östtyska regeringen. 1974-1990 var han överborgmästare i Östberlin.
I maj 1989 var Krack valledare i Östberlin och såg till att manipulera valet till SED:s fördel. Efter den östtyska regimens fall senare samma år avgick han som överborgmästare den 12 februari 1990 och ersattes av partikamraten Christian Hartenhauer, som satt som överborgmästare fram till de första fria valen i Östtyskland hölls i april 1990. 1993 dömdes han till tio månaders fängelse villkorligt med anledning av valfusket 1989.